# Menissa Rambally

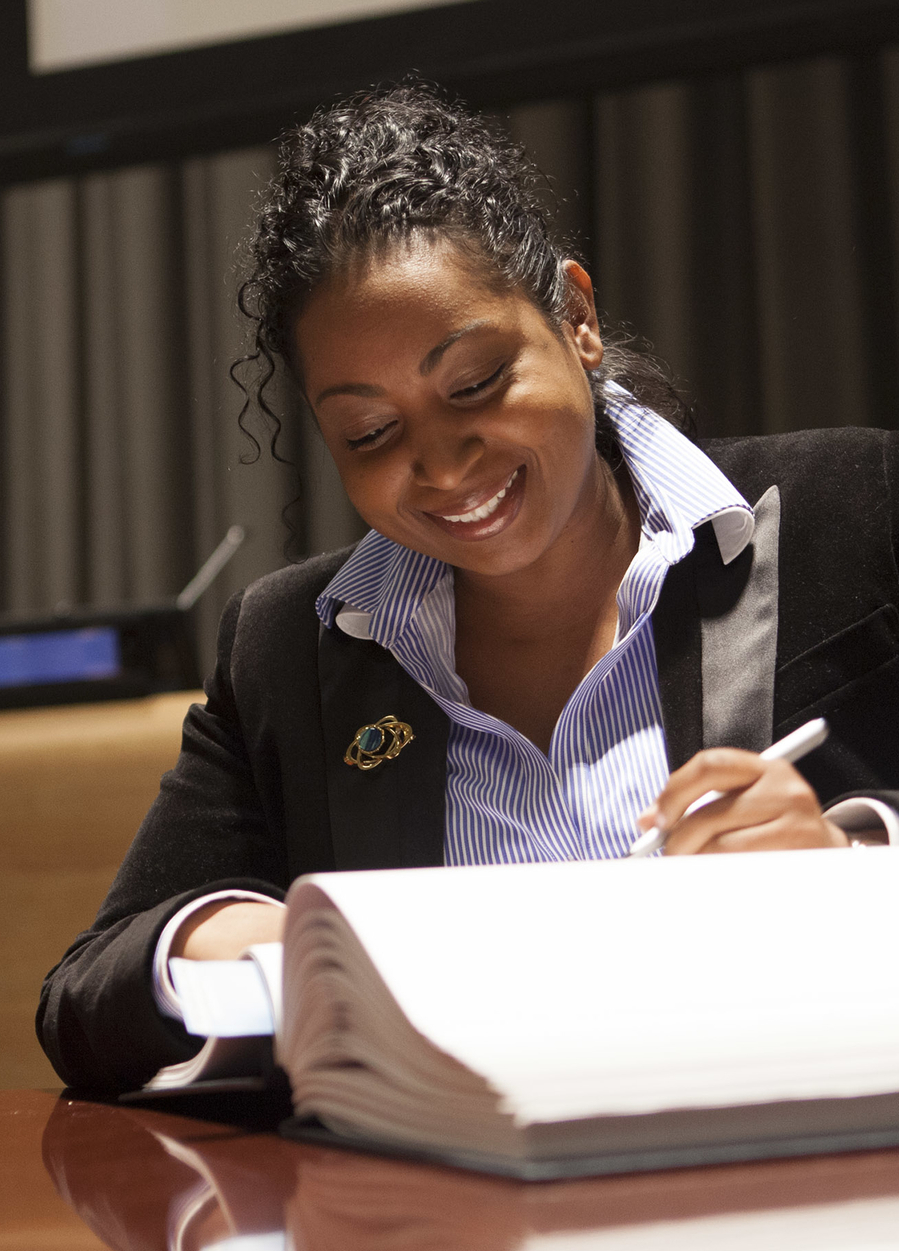
Menissa Rambally

Menissa Rambally (sinh năm 1976 ) là một chính trị gia người Saint Lucia  người đại diện cho Castries cử khu vực Đông Nam cho Đảng Lao động Saint Lucia, cho đến khi bà đã bị đánh bại trong cuộc tổng tuyển cử của ngày 11 tháng 12 năm 2006. Bà được bổ nhiệm làm đại diện thường trực cho Saint Lucia đến Liên Hợp Quốc năm 2012.
Bà là Bộ trưởng Bộ Văn hóa trong chính phủ của Đảng Lao động Saint Lucia. Rambally là ứng cử viên trẻ nhất và là nghị sĩ trẻ nhất trong lịch sử của đất nước, vào quốc hội khi mới chỉ 21 tuổi. Bà là người gốc Ấn Độ, châu Phi và châu Âu. Bà tốt nghiệp trường toàn diện Leon Hess và tốt nghiệp khoa kinh doanh của trường đại học Caribbean Union, một chi nhánh của Đại học Andrew, Michigan.
Menissa là con gái lớn của Nelista và Hezekiah Rambally, với hai chị em Pearl và Shameela. Shameela, trong khi đó, quyết tâm đốt cháy dấu vết của chính mình trong lĩnh vực kinh doanh. Menissa tham gia chính trường do cái chết của cha cô, người được chọn là ứng cử viên của đảng Lao động St Lucia cho khu vực bầu cử ở Đông Nam Castries. Khi tham gia cuộc đua, bà nhanh chóng trở thành người được yêu thích để giành chỗ cho phe đối lập.
Khi kết quả được đưa ra, rõ ràng là bà sẽ không chỉ giành được ghế của mình mà còn làm điều đó một cách quyết đoán. Bà sẽ duy trì quyền lực cho đến chu kỳ bầu cử tiếp theo mà bà đã thắng một cách khéo léo. Cuộc bầu cử của Rambally và Sarah Flood Beaubrun vào năm 1997 và 2001, theo Cynthia Barrow-Giles, "đã biến Hạ viện Hạ nghị viện St Lucia từ một 'trại toàn nam' ảo thành một quốc hội được bầu chọn tích hợp nhiều giới hơn". Rambally phục vụ trong Bộ Nông nghiệp với tư cách là thư ký thường trực, bộ trưởng du lịch, và gần đây nhất là bộ trưởng chuyển đổi xã hội.
Sau khi mất Guy Joseph, bà bắt đầu nâng cao sự nghiệp của mình như một nhà tư vấn chính trị và đồng thời tiếp tục học tập. Bà tin vào những người trẻ tuổi và đã hứa sẽ giúp đỡ họ nhiều nhất có thể. Câu nói yêu thích của bà dành cho giới trẻ là "biết những người trẻ tuổi như bạn là điều khiến cuộc sống công cộng trở nên trọn vẹn". 